# Balló Kaì Pomo
Balló Kaì Pomo (Ballokai Pomo) /= Oat valley people,/ jedno od glavnih plemena ili skupina Pomo Indijanaca koji su nekada živjeli u dolini Potter Valley u okrugu Mendocino, Kalifornija. Govorili su jezikom central pomo. Kod Hodgea su isto što i Poam Pomo, dok ih drugi autori imaju posebno na popisu Pomo-plemena.